# Ministrant

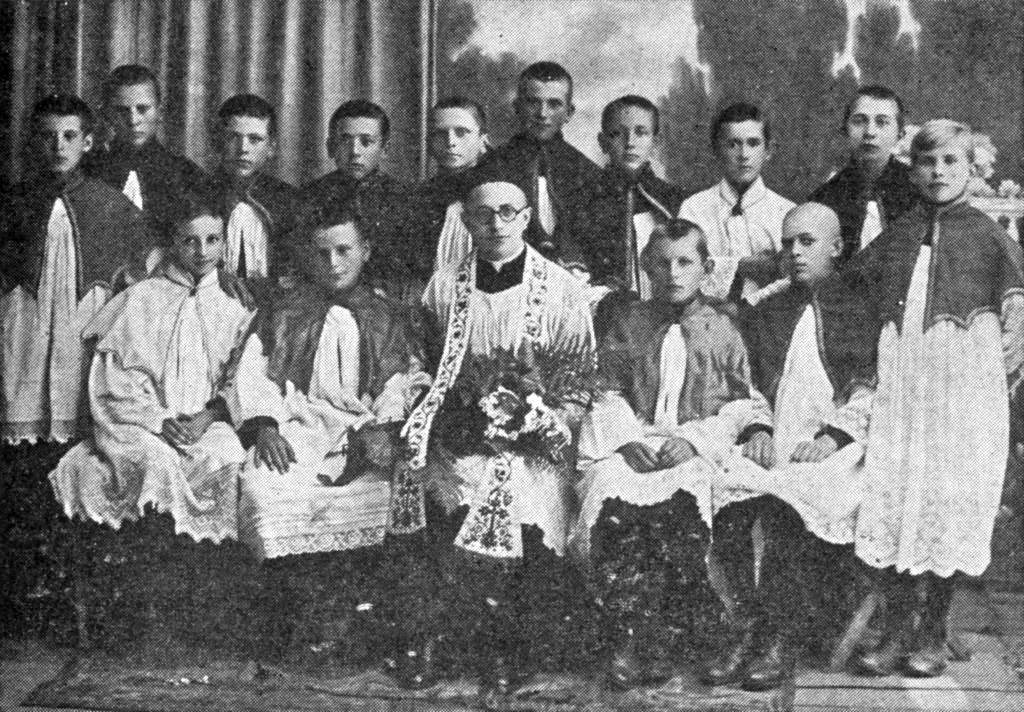
Messdiener, unter ihnen der spätere Papst Johannes Paul II. (sitzend, Zweiter von links)

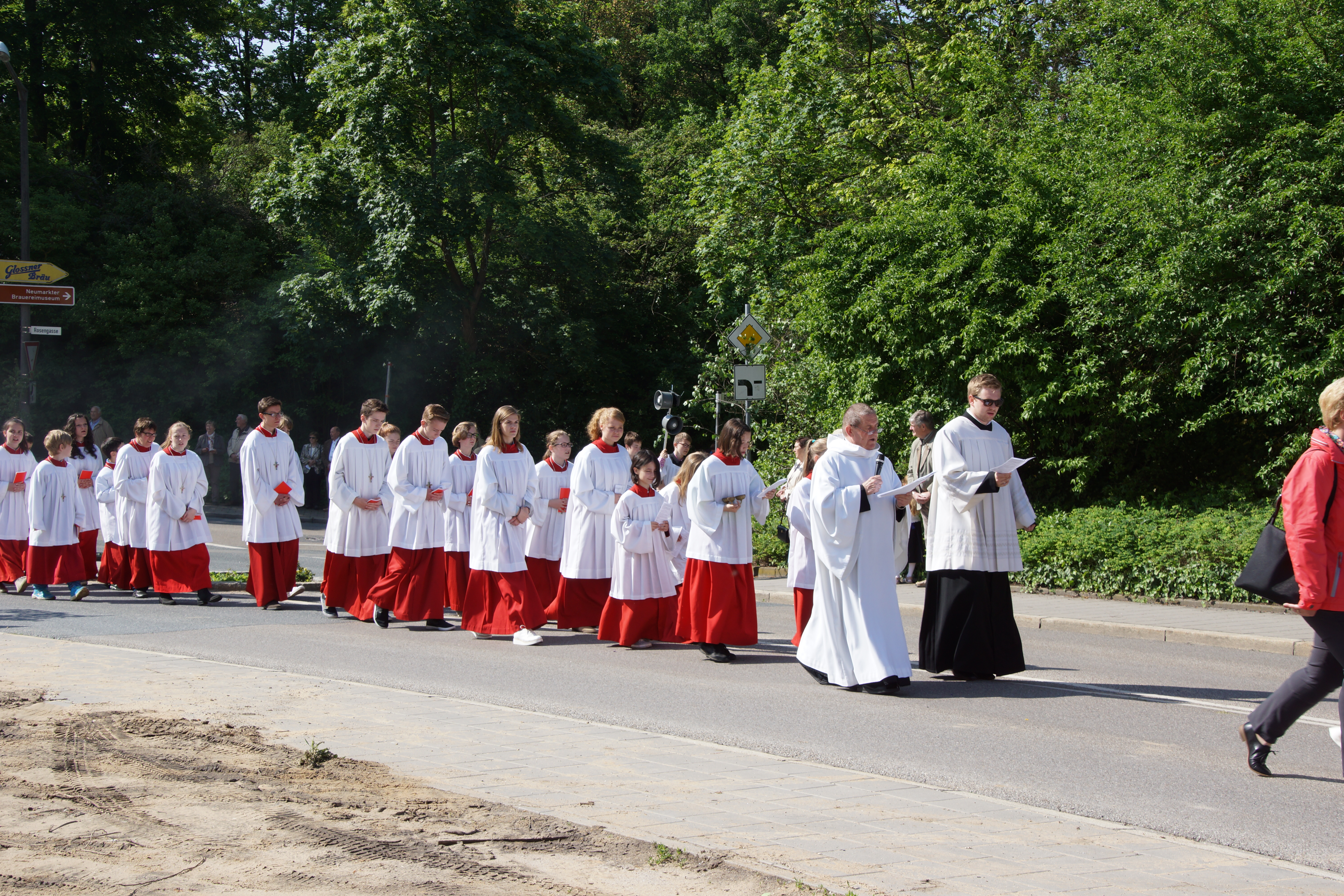
Messdiener und Messdienerinnen bei einer Fronleichnamsprozession

Der Ministrant (von lateinisch ministrare ‚dienen‘) oder Messdiener ist ein liturgischer Dienst in der römisch-katholischen Kirche. Es gibt auch in den orthodoxen Kirchen, der anglikanischen Kirche, der altkatholischen Kirche und in manchen evangelischen Kirchen entsprechende Dienste. Ministranten übernehmen im Rahmen der liturgischen Ordnung vorgesehene Aufgaben bei der heiligen Messe, bei der Spendung mancher Sakramente und bei Andachten und Prozessionen.
Zum Teil sind die Ministrantendienste aus den früheren niederen Weihestufen des Priesteramtes abgeleitet. Lange wurde der Ministrantendienst als Hinführung zum Priesterberuf angesehen und war deshalb Männern und männlichen Jugendlichen vorbehalten. Erst seit dem Ende des 20. Jahrhunderts wurden Frauen und weibliche Jugendliche schrittweise zugelassen.

## Allgemeines

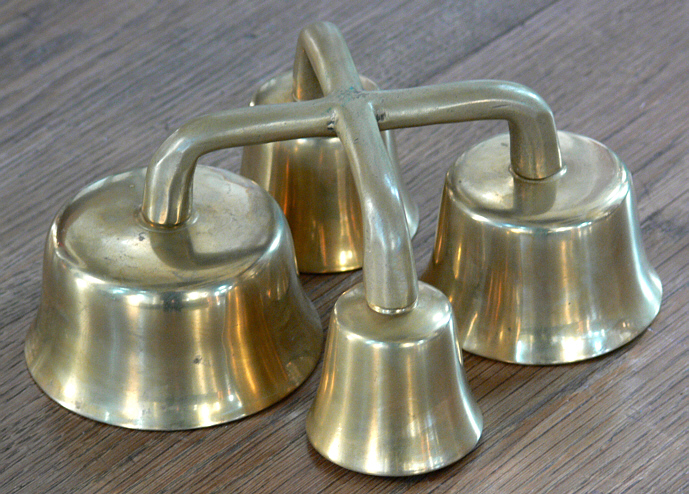
Altarschelle

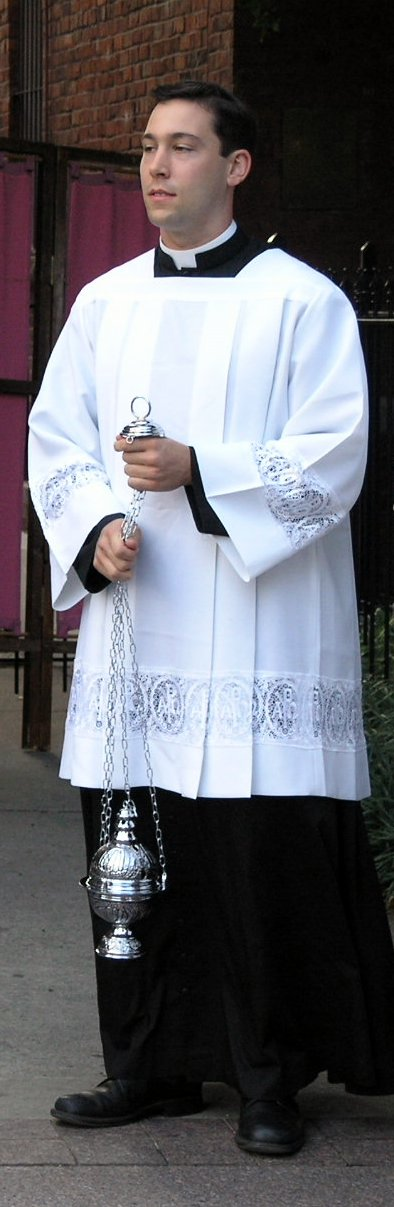
Thuriferar mit Rauchfass

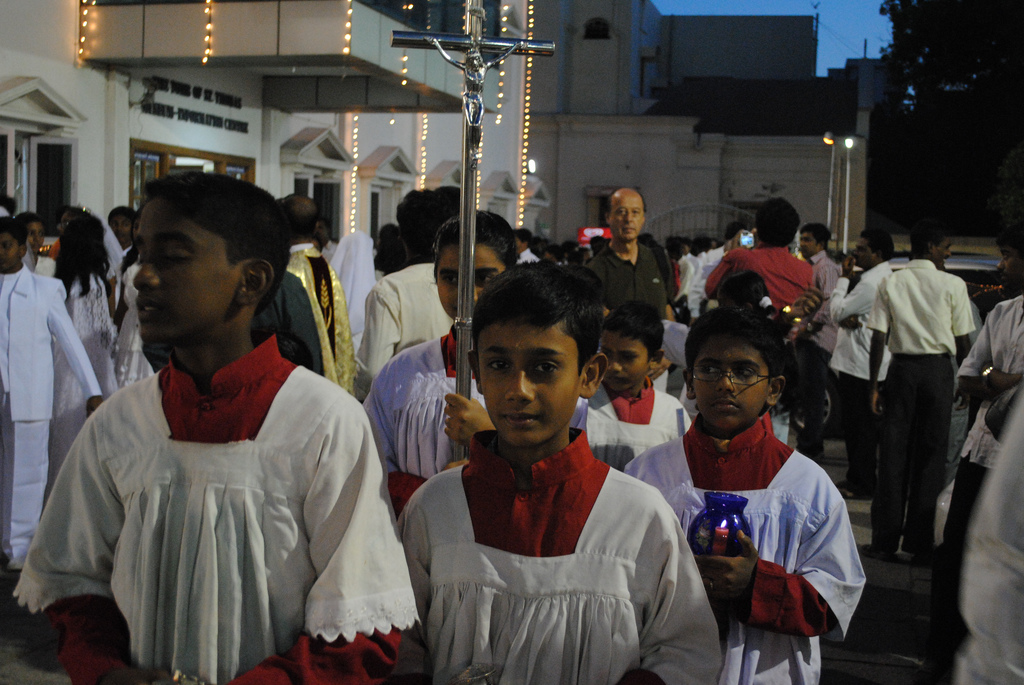
Ministranten der St. Thomas Basilica in Chennai

Im Jahr 2009 gab es in Deutschland 436.228 Ministranten; ihre Zahl hatte sich damit seit der letzten Zählung 2004 um rund 43.000 erhöht. Im Verlauf der nächsten Jahre schrumpfte diese Zahl wieder auf etwa 360.000 Ministranten im Jahr 2021. Nach Angaben der Bischofskonferenz sind 53 % davon weiblich. In den katholischen Diözesen variiert die Anzahl der Ministranten sehr stark und liegt zwischen 403 im Bistum Görlitz und 44.645 im Bistum Münster. Im überwiegend katholischen Österreich verrichten schätzungsweise 50.000 Ministranten den Dienst am Altar.
Die Voraussetzungen zur Ausübung des Ministrantendienstes sind von Gemeinde zu Gemeinde unterschiedlich, als Grundregel gilt meist jedoch, dass ein Ministrant die erste heilige Kommunion bereits empfangen hat. Meist sind es Kinder und Jugendliche, mancherorts, vor allem in Bischofskirchen, auch Erwachsene.
Die Ministranten übernehmen in der Liturgie besondere Aufgaben, die überwiegend der Assistenz des Priesters und des Diakons dienen. Die Messdiener tragen beim Gottesdienst ein liturgisches Gewand. Oft absolvieren sie eine Einführung, in der sie mehr über die verschiedenen Riten, liturgischen Farben, Zeichen und Symbole erfahren und lernen, wann und wie sie in der Liturgie zur Anwendung kommen. Ministranten bilden oft eine feste Gemeinschaft innerhalb der Gemeinde, mitunter sind sie deren größte Jugendgruppe. Oft treffen sich Messdiener zu Gruppenstunden, machen gemeinsame Ausflüge und helfen auch bei der Organisation von Kirchen- und gemeinnützigen Festen. In einigen Gemeinden gibt es Oberministranten oder Obermessdiener, die vom jeweiligen Pfarrer beauftragt oder von der Ministrantengruppe gewählt sind, die Anliegen der Ministranten in der Gemeinde zu vertreten und die Messdienergruppe zu leiten.
Der am längsten tätige Messdiener war der Brite Peter Reilly, der 91 Jahre lang in der St. Mary’s RC Church in Saltcoats den Ministrantendienst versah, zum letzten Mal an seinem 100. Geburtstag.

### Dienste
Ministranten übernehmen verschiedene Dienste im Gottesdienst. Die Benennungen der Dienste leiten sich zum Teil aus den früheren niederen Weihestufen des Priesteramtes her. Bei der Eucharistiefeier bringen sie Brot, Wein und Wasser zum Altar und helfen dem Priester beim Lavabo, der Händewaschung. Nach der heiligen Kommunion assistieren sie bei der Purifikation der Gefäße und bringen das Messbuch und die liturgischen Gefäße zur Kredenz zurück. Wo es üblich ist, läuten Ministranten vor den Wandlungsworten und zur Elevation die Altarschellen oder schlagen den Gong an. Sie reichen dem Priester oder dem Diakon liturgische Geräte an und halten als Libriferar liturgische Bücher bereit. Mancherorts sammeln sie die Kollekte ein oder sind für das Läuten der Wandlungsglocken während des Hochgebets verantwortlich. Auch der Dienst des Lektors kann von einem Ministranten übernommen werden.
Bei feierlich gestalteten Gottesdiensten tragen Ministranten als Thuriferar das Weihrauchfass und als Navikular das Schiffchen. Als Ceroferare tragen sie Kerzen und Leuchter, als Kruziferar das Vortragekreuz. Sie tragen das Weihwassergefäß mit dem Aspergill und reichen es dem Priester oder Diakon an (Weihwasserträger). In Pontifikalämtern halten sie als Mitrafer und Baculifer Mitra und Stab des Bischofs, solange er diese Insignien nicht benötigt. Vielerorts übernehmen Ministranten auch das Tragen von Vortragefahnen. Erfahrene Ministranten amtieren in größeren Gottesdiensten als Zeremoniare.
Ähnliche Aufgaben haben Ministranten bei besonderen Gottesdiensten etwa im Triduum Sacrum, an Weihnachten und Fronleichnam, bei Pontifikalämtern, bei Prozessionen, im feierlichen Stundengebet und bei den sogenannten Kasualien wie Taufe, kirchliche Trauung und Begräbnisfeier.

Ablauf der heiligen Messe und die entsprechenden Ministrantendienste
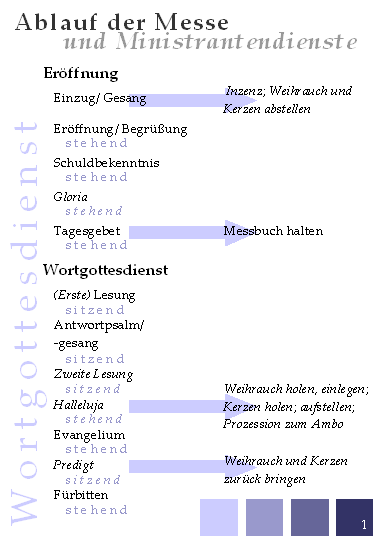
Teil 1/2: Wortgottesdienst
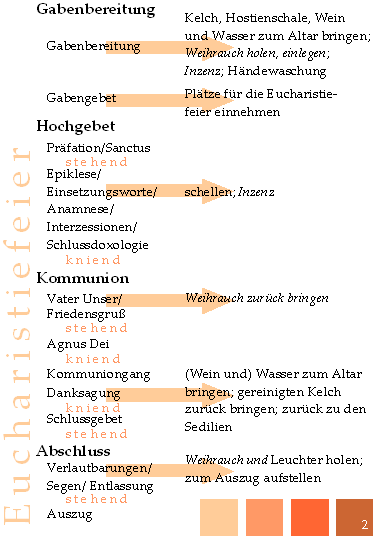
Teil 2/2: Eucharistiefeier

#### Dienste außerhalb der Liturgie
Häufig sind Ministranten auch außerhalb der Liturgie in ihrer Gemeinde tätig. So ist es in vielen Gemeinden üblich, dass sie zahlreich bei den Sternsingern vertreten sind oder in der Karwoche als Klapperjungen (oder Klabasterjonge, in Bayern und Österreich auch Ratschenbuben bzw. -kinder) durch die Straßen ziehen. Oftmals gestalten die aktiveren Ministranten auch die örtliche kirchliche Jugendarbeit.

### Gewänder

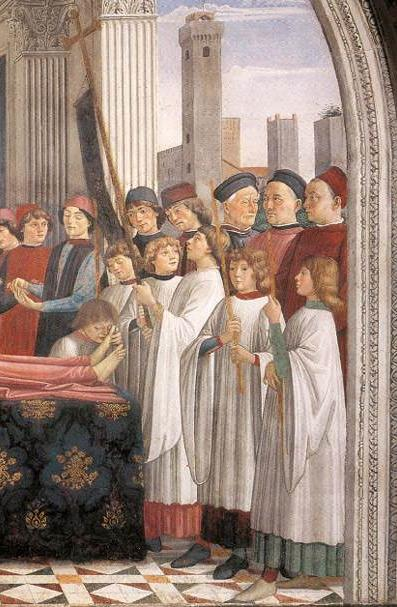
Ministranten auf einem Bild von Domenico Ghirlandaio aus dem Jahr 1475

In der Regel tragen Ministranten einen schwarzen oder roten Talar bzw. statt des Talars einen Rock und einen dazugehörigen Kragen. Regional verwendet man die liturgische Farbe des Tages, benutzt also auch grüne und violette Talare; wenn die liturgische Farbe des Tages weiß ist, wird ein roter Talar getragen. Darüber trägt man immer das weiße Chorhemd, oft nicht ganz richtig auch Rochett genannt, das an das Taufkleid erinnert. Über dem Chorhemd wird mancherorts noch ein Kragen oder eine Mozetta in rot, schwarz oder der liturgischen Tagesfarbe getragen. Statt Talar und Chorhemd kann auch ein knöchellanges weißes Gewand, die Albe, getragen werden, das die Beziehung zum Taufkleid besonders deutlich macht. In manchen Pfarreien tragen die Ministranten ein Zingulum in der liturgischen Farbe. Auch können ein Kreuz oder eine Plakette die Ausstattung ergänzen.

## Geschichte

### Die Anfänge des Ministrantendienstes
Ministranten verdeutlichen, dass der Priester den Gottesdienst nicht allein feiert. So schreibt bereits der Apostel Paulus im 1. Brief an die Korinther:

„Wenn ihr zusammenkommt, trägt jeder etwas bei: einer einen Psalm, ein anderer eine Lehre, der dritte eine Offenbarung; einer redet in Zungen, ein anderer deutet es. Alles geschehe so, dass es aufbaut.“

Texte aus dem zweiten und dritten Jahrhundert berichten von den sonntäglichen Versammlungen der Christen, in denen eine Aufgabenteilung praktiziert wurde: Während der Bischof der Liturgie vorstand und die Gebete sprach, umstanden ihn die Priester, die zusammen mit den Diakonen die Eucharistie bzw. die Agape austeilten. Lektoren lasen die biblischen Texte und Kantoren übten ihren Dienst als Vorsänger aus.
Die Aufgaben, aus denen später der Dienst der Ministranten hervorging, wurden in der römischen Kirche von Akolythen übernommen. Diese brachten die Gaben zum Altar und halfen dem Priester oder Bischof während der Eucharistiefeier.
Seit dem Aufkommen von Privatmessen in fränkischer Zeit übernahmen Messdiener die Antworten der Gemeinde auf die Akklamationen des Priesters.

### Ministranten in der mittelalterlichen Liturgie
Ab dem 8. Jahrhundert war der Ministrantendienst in der heiligen Messe unerlässlich, da es für Priester üblich wurde, täglich die heilige Messe zu feiern. Weil dies durch wachsende Priesterzahlen als Feier mit der Gemeinde kaum noch möglich war, kam es zur Einführung der Privatmessen (missa privata), bei denen der Priester allein „die Messe las“. Das Konzil von Mainz 813 verordnete, dass bei der Feier einer Messe wenigstens zwei andere Gläubige anwesend sein mussten, das Konzil von Paris 829 nannte diese ministri, und das Konzil von Trier verfügte im Jahr 1227, dass kein Priester die Messe feiern dürfe ohne die Anwesenheit eines anderen Klerikers, der die Antworten gebe. Dies brachte Schwierigkeiten vor allem für ländliche Gemeinden mit sich, in denen es nur einen Priester gab.
Am Klerikerkonvent St. Stephan in Weißenburg/Elsass werden bepfründete Knaben erstmals 1247 in der Stiftung des Kanonikers Gotebert erwähnt. Damals hatte „der Wochenpriester der Frühmesse unter Assistenz der Knabenpfründner (assistentibus sibi pueris prebendariis) die Matutin und die zweite Vesper zu halten“. Den Knaben standen für diesen Dienst zwei Pfennige zu. Ihr Aufgabenbereich beinhaltete das Amt des Messdieners, das Singen der Versikel und der Responsorien beim Stundengebet sowie das Singen der drei ersten Lesungen an Festen mit neun Lesungen. Wohl Ende des 14. Jahrhunderts wurde vorübergehend bestimmt, dass der vorletzte Knabe in der Liturgie als Dyaconus und der achte als Subdyaconus fungieren sollten.
Ministranten waren jahrhundertelang eine Stufe auf dem Weg zum Priesteramt. Das änderte sich auch mit der Neuordnung der liturgischen Dienste durch das Konzil von Trient (1545–1563) nicht.

### Ministranten als Vorstufe zum Priesterdienst

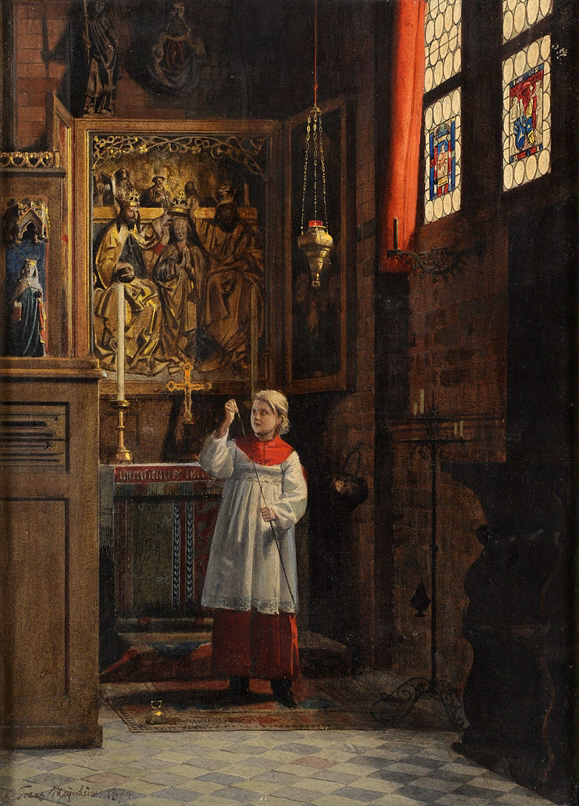
Der Messdiener, Gemälde von Franz Meyerheim, 1874

Für die Aufgaben der Ministranten als Vertreter der Gemeinde im Altarraum bedurfte es einer besonderen Ausbildung. Seit Beginn des Mittelalters wurden Jungen in Chorschulen aufgenommen, in denen sie für ihren Dienst in der Messe vorbereitet wurden.
Diese Chorknaben wurden als potenzieller Priesternachwuchs gesehen. So kam es, dass Ministranten bereits früh in den Stand der Kleriker bis zum Subdiakonat aufgenommen wurden. Das Idealbild des Ministranten vom Mittelalter bis in die Neuzeit war das des „Klerikerministranten“, der sich bereits als Kind oder als Jugendlicher auf die Priesterweihe vorbereitete, in die Liturgie eingeführt wurde und Latein lernte.
Das Konzil von Trient in der Mitte des 16. Jahrhunderts behandelte diese Frage, als es die Dienste in der Liturgie neu ordnete. Schließlich legte die Synode von Aix 1585 fest, dass eine schriftliche Erlaubnis des Bischofs nötig sei, wenn Laien am Altar ministrierten.
Die Unsicherheit über den Umgang mit Ministranten, die nicht dem Klerus angehörten, hielt sich bis ins 19. Jahrhundert, auch wenn die Weisung der Synode von Aix bei weitem nicht überall aufgenommen wurde. Der Codex Iuris Canonici von 1917 schrieb in can. 813 die Anwesenheit eines (männlichen) Ministranten bei der Feier der heiligen Messe verpflichtend vor; eine Frau durfte notfalls aus der Distanz antworten, jedoch durfte sie nicht an den Altar treten. 1947 sprach Papst Pius XII. in seiner Enzyklika Mediator Dei unter Bezugnahme auf den CIC erstmals von Ministranten:

„Wenn sich nun auch aus dem eben Gesagten klar ergibt, daß das eucharistische Opfer im Namen Christi und der Kirche dargebracht wird, und daß es auch seiner sozialen Früchte nicht verlustig geht, selbst wenn es ohne Altardiener vom Priester gefeiert würde, so wollen und betonen Wir dennoch – was übrigens die Mutter Kirche immer vorgeschrieben hat –, daß kein Priester an den Altar trete ohne einen Ministranten, der ihm diene und antworte, gemäß Canon 813.“

Damit war der Grundstein für die heutige Form des Ministrantendienstes gelegt, zu dem grundsätzlich jeder geeignete Katholik zugelassen werden kann.
Ab diesem Jahr entwickelte sich der Ministrantendienst zu seiner heutigen Form. Man unterschied allerdings weiterhin zwischen den Ministri, den geweihten Dienern, und den Diensten. Das Zweite Vatikanische Konzil brachte zum Ausdruck, Ministranten übten „einen wahrhaft liturgischen Dienst“ (vere ministerium liturgicum) aus. Innerhalb des Ministrantendienstes werden nach Aufgaben unterschieden: Ceroferar, Akolyth, Thurifer, Kruzifer. Der Ceroferar trägt Kerzen oder Leuchter, der Akolyth versieht den Altardienst, der Thurifer trägt im feierlichen Hochamt und bei Prozessionen das Weihrauchfass, der Kruzifer das Kreuz.
Für den Dienst erwachsener Männer als Akolythen gibt es auch nach dem Zweiten Vatikanischen Konzil eine besondere kirchliche Beauftragung in liturgischer Form. Die Neuordnung dieser früheren „niederen Weihen“ wird in dem Apostolischen Schreiben Ministeria quaedam Papst Pauls VI. ausgeführt. In Deutschland wird die Einsetzung zum Lektor und zum Akolythen in der Regel nur im Rahmen der Vorbereitung auf die Weihe zum Diakon erteilt. Ansonsten werden diese Dienste von anderen Laien ausgeübt.

### Entwicklung zur heutigen Form des Ministrantendienstes
Das Zweite Vatikanische Konzil gab den Weg frei für grundlegende Änderungen im Gottesdienst: Die heilige Messe konnte in der jeweiligen Landessprache gefeiert werden, und der Priester steht bei der Zelebration oft am sogenannten „Volksaltar“. Ziel dieser Erneuerung war die „tätige Teilnahme“ (participatio actuosa) aller am Gottesdienst. Jeder sollte verstehen und mitvollziehen können, was gefeiert wurde.
Ministranten übernehmen in der Liturgie auch stellvertretend für die Gemeinde bestimmte Aufgaben. Wenn Ministranten zur Gabenbereitung Brot, Wein und Wasser zum Altar bringen, zeigt dies an, dass die Gemeinde insgesamt ihre Opfergaben zusammen mit ihren Sorgen, Bitten, Dank und Freude zum Altar bringen. Bei Prozessionen verdeutlichen Ministranten, dass die Kirche als „pilgerndes Gottesvolk“ unterwegs zu ihrem Herrn Jesus Christus ist. Bei allen Aufgaben tragen Ministranten dazu bei, die Bedeutung des Gottesdienstes als Handlung der Kirche zu unterstreichen.

### Dienst weiblicher Ministranten
Durch die Entwicklung des Ministrantendienstes im Zusammenhang mit der Klerikerausbildung war der Dienst bis in die 1970er-Jahre männlichen Katholiken vorbehalten. Seit dieser Zeit wurden jedoch in vielen Gemeinden der westlichen Welt für den Dienst auch Frauen und Mädchen zugelassen, ohne dass dies zunächst vom Heiligen Stuhl ausdrücklich gestattet war; andererseits wurde es aber auch nicht sanktioniert.
Nach einer im Juli 1992 von Papst Johannes Paul II. bestätigten authentischen Interpretation zu can. 230 § 2 CIC erkannte das Rundschreiben der Kongregation für den Gottesdienst und die Sakramentenordnung vom 15. März 1994 an die nationalen Bischofskonferenzen allen Bischöfen das Recht zu, in ihren Diözesen auch Frauen und Mädchen zum Dienst am Altar zuzulassen. Eine Erklärung vom 27. Juli 2001 führte aus, dass damit Männer und Knaben keinesfalls ausgeschlossen werden dürften. Auch dürfe kein Priester gezwungen werden, sich von weiblichen Ministranten helfen zu lassen. In einer Instruktion des Heiligen Stuhls vom 23. April 2004 wurde die Zulassung von Mädchen und Frauen zu diesem Dienst „nach dem Urteil des Diözesanbischofs und unter Beachtung der festgesetzten Normen“ neuerlich bestätigt.
Die Änderung der jahrhundertealten Praxis, die freilich nicht in den Bereich des Ius divinum, also des göttlichen Rechts, fällt und daher von den zuständigen kirchlichen Autoritäten geregelt werden kann, wurde seitens der Kongregation mit „pastoraler Klugheit“ begründet. Zudem habe es schon zur Zeit der Sanktionierung viele Ortskirchen gegeben, in denen das so gehandhabt worden sei. Bereits das Zweite Vatikanische Konzil hatte klargestellt, dass es sich beim Dienst der Ministranten um einen liturgischen Dienst handelt, der im Sinne der tätigen Teilnahme an der Messfeier allen Getauften zukommt. Es lag somit kein theologischer Grund vor, Frauen und Mädchen vom Altardienst auszuschließen.
Der Dienst von Ministrantinnen ist in vielen Ländern Westeuropas mittlerweile fest etabliert und geschätzt, Gemeinden, in denen nur Jungen dienen, sind eine Ausnahme. Andererseits gibt es Länder, in denen weibliche Ministranten noch selten zu finden sind, darunter Polen und Litauen (Ausnahme: Erzbistum Vilnius). In Deutschland belief sich 2003/2004 der Anteil der weiblichen Ministranten auf 50,44 %. Bei den Besuchen Papst Benedikts XVI. in England 2010 und in Deutschland 2011 ministrierten in London, Berlin und Freiburg auch Frauen.

### Sexueller Missbrauch
Ab 2010 rückte sexueller Missbrauch in der römisch-katholischen Kirche in Deutschland in die öffentliche Beobachtung. Die Aufklärung von Missbrauchsfällen zog sich jedoch in den Diözesen und Orden bis weit in die 2020er-Jahre hin. Dabei wurde deutlich, dass auch Ministranten verbreitet zu den Opfern von Missbrauch gehörten. Neben kirchlichen Internaten und Ferienfreizeiten kam es im Umfeld der Messdienerarbeit zu sexuellen Übergriffen durch Priester oder andere kirchliche Mitarbeiter, aber auch durch ältere Messdiener oder Oberministranten an Jüngeren.

## Organisation

### In der Gemeinde
Es gibt verschiedene Formen der Organisation der Ministrantenarbeit in der Gemeinde. Meist übernimmt die Führung ein Erwachsener. Das kann der Gemeindepfarrer oder der Jugendbeauftragte, ein Diakon oder eine dazu beauftragte Person der Gemeinde, z. B. der Küster, Gemeindereferent oder Oberministrant sein. In Pfarreien mit wenigen Ministranten ist der Pfarrer alleiniger Ansprechpartner. Allerdings sind heute auch viele Ministrantengruppen wie die Verbände der katholischen Jugendarbeit organisiert. Ministrantenpastoral wird in vielen Pfarrgemeinden und Seelsorgebereichen als ein Schwerpunkt der kirchlichen Jugendarbeit betrachtet.

### Überregional
Oft gibt es eine gemeinsame Ministrantenarbeit in einem Seelsorgebereich benachbarter Pfarrgemeinden oder in einem Dekanat. Man veranstaltet gemeinsame Ausflüge, Wallfahrten, Ministrantentage oder sportliche Turniere.
In den meisten Bistümern gibt es bistumsweite Fortbildungsangebote und Veranstaltungen. Teilweise unterstützt das Bistum auch durch Stellung von Ressourcen, Personal oder Unterkünften die Ministrantenarbeit im Dekanat.
Für die überdiözesane Koordination der Ministrantenpastoral der deutschsprachigen Bistümer ist das Referat Ministrantenpastoral der Arbeitsstelle für Jugendseelsorge der Deutschen Bischofskonferenz (afj) in Düsseldorf zuständig.
In der römisch-katholischen Kirche ist der Coetus Internationalis Ministrantium (CIM) für die Koordination der Ministrantenpastoral in der Gesamtkirche zuständig und veranstaltet regelmäßig internationale Ministrantenwallfahrten nach Rom. Auch auf Katholikentagen und Weltjugendtagen gibt es immer wieder Zentren für Ministranten.

### Ministrantenverband
Es gibt keinen überdiözesanen Ministrantenverband, der wie andere katholische Jugendverbände Mitglied im Bund der Deutschen Katholischen Jugend (BDKJ) ist. Auf Dekanatsebene gibt es in Deutschland verschiedene Projekte, in denen Ministranten sich in Verbänden organisieren und die Ministrantenarbeit mitgestalten. Im Erzbistum München-Freising wurde im September 2017 ein erster diözesaner Ministrantenverband als das gesamte Erzbistum umfassender Jugendverband für Ministrantinnen und Ministranten gegründet. In der Diözese Rottenburg-Stuttgart werden seit dem Jahr 2008 Ministrantenvertreter auf Diözesanebene („Diözesanoberministranten“) von den Dekanatsoberministranten gewählt, sie vertreten die Ministranten zum Beispiel auf der BDKJ-Diözesanversammlung. Im Erzbistum Freiburg wurde 2022 der „Diözesane Dachverband der Ministrant*innen Freiburg“ gegründet.

## Patrone

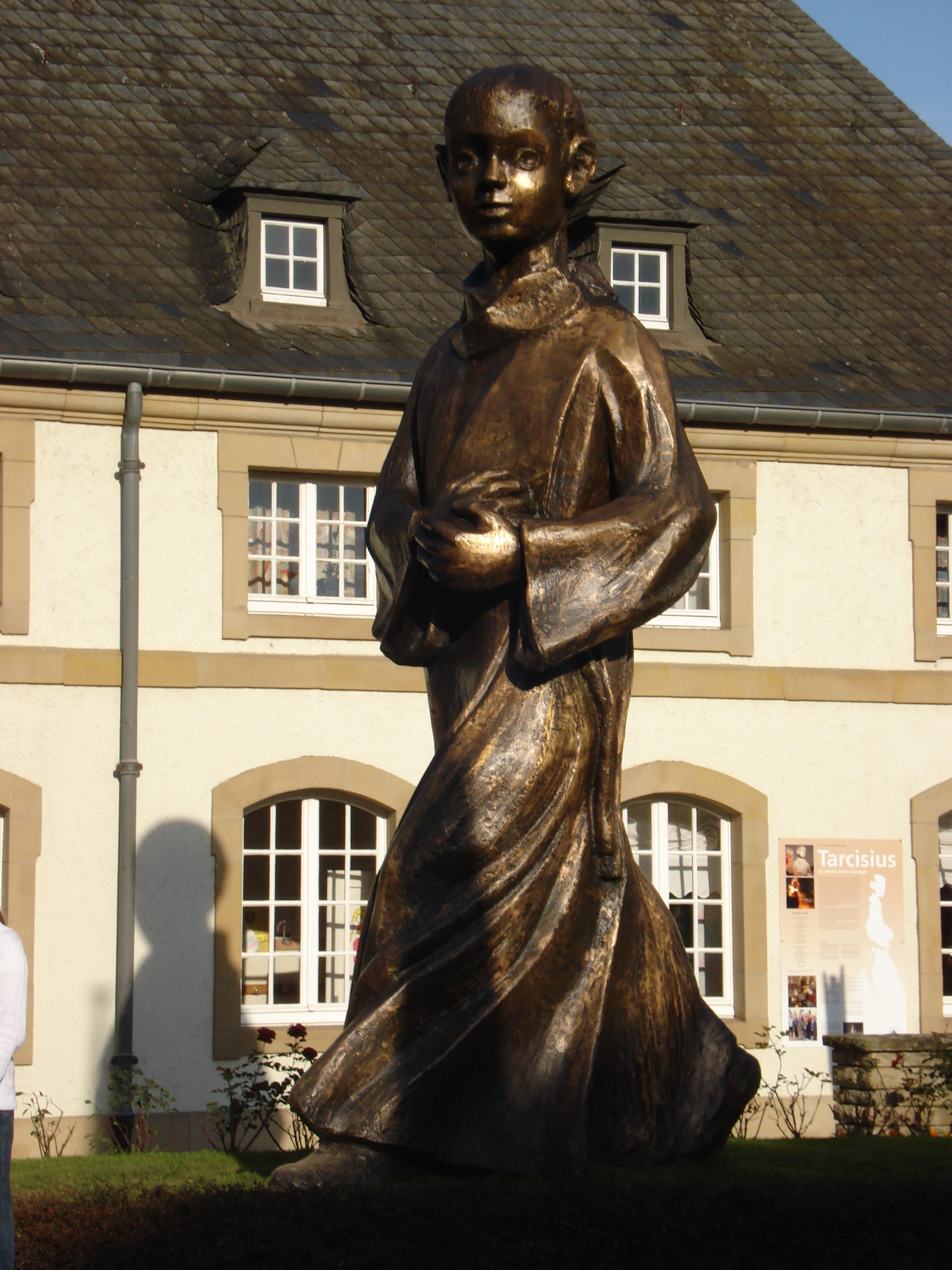
Tarzisiusstatue, bis 2010 vor der Basilika in Echternach, jetzt vor der Calixtus-Katakombe in Rom

- Tarzisius, römischer Märtyrer im 3. Jahrhundert
- Nikolaus von Myra, Bischof aus Kleinasien, 3. oder 4. Jahrhundert
- Dominikus Savio, italienischer Heiliger im 19. Jahrhundert
- Stanislaus Kostka, Heiliger des 16. Jahrhunderts, Polen
- Aloisius von Gonzaga, Heiliger des 16. Jahrhunderts, Italien
- Jan Berchmans, Heiliger des 17. Jahrhunderts, Belgien

### Sachbücher
- Thomas Arzner, Patrik Höring, Andreas Schöllmann u. a.: minikurs 1-3. 3 Bände jeweils mit CD-Rom. Gruppenstunden für 9 bis 11-jährige ISBN 3-7761-0156-3, 11 bis 14-jährige ISBN 3-7666-0814-2 und 14 bis 18-jährige ISBN 978-3-7761-0191-1, Kevelaer/Düsseldorf 2005–2007.
- Andreas Büsch: Handbuch der Ministrantenpastoral. Verlag Haus Altenberg, Düsseldorf. Verlag Butzon und Bercker, Kevelaer 1999, ISBN 3-7666-0201-2.
- Guido Erbrich: Grundkurs Ministranten, 3 Bände: Sakramente, Liturgie und Kirchenraum ISBN 3-7462-2143-9, Kirchenjahr ISBN 978-3-7462-2284-4, Beten ISBN 978-3-7462-2763-4. St. Benno, Leipzig 2006, 2008
- Hariolf Ettensperger: Das Ministrantenbuch. Ein Handbüchlein für den heiligen Dienst im Anschluß an die Schott-Meßbücher. Herder, Freiburg im Breisgau 2. Auflage 1938. [Beschreibt den Ministrantendienst vor dem II. Vaticanum].
- Peter Kokschal: Das Ministranten-Taschenlexikon. St. Benno, Leipzig 2004, ISBN 3-7462-1752-0.
(Empfehlenswert für Messdiener, die sich mehr über ihren Dienst informieren möchten)
- Michael Kunzler: Dienst am Altar Christi. Eine Ministrantenschule für Erwachsene. Bonifatius-Verlag, Paderborn 2005, ISBN 978-3-89710-319-1.
- Michael Kunzler: Die Liturgie der Kirche. Bonifatius-Verlag, Paderborn 1995, ISBN 3-89710-216-1.
- Werner Pohl: Der Ministrant. Herder, Freiburg im Breisgau 1979, ISBN 3-451-18508-3.
- Markus Tomberg: Im Zweifelsfall eine Kniebeuge. Herder, Freiburg im Breisgau 2004, ISBN 3-451-28479-0.
(Kurze Broschüre für Messdieneranfänger oder Personen, die sich über den Dienst der Ministranten informieren möchten)

### Erlebnisberichte
- Johannes Kirschweng. Die Fahrt der Treuen. Arena, Würzburg, 1964
- Markus Schächter: Die Messdiener. Von den Altarstufen zur Showbühne. Erfahrungen der Showstars von Günther Jauch bis Matthias Opdenhövel. Verlag Herder, Freiburg im Breisgau 2. Auflage 2014, ISBN 978-3-451-29971-1.
- Stephan Sigg: Bühne frei für die Mini-Band. Matthias-Grünewald-Verlag, Ostfildern 2005, ISBN 3-7867-2579-9.
(Lustige und spannende Kurzgeschichten über die Erlebnisse von Ministranten)